# Józef Rogacki
Józef Rogacki (ur. 21 listopada 1953 w Gorzałowie) – polski polityk, samorządowiec, w 1998 wojewoda kaliski, w latach 1999–2001 wojewoda kujawsko-pomorski.

## Życiorys
Z wykształcenia magister administracji, ukończył studia na Uniwersytecie Łódzkim. Od 1990 do 1998 pełnił funkcję radnego, do 1994 był wiceprezydentem, następnie członkiem zarządu miasta Kalisza. W rządzie Jerzego Buzka został powołany na urząd wojewody kaliskiego. W wyborach samorządowych w 1998 z ramienia Akcji Wyborczej Solidarność (jako członek Stronnictwa Konserwatywno-Ludowego) został wybrany na radnego sejmiku wielkopolskiego. Złożył wkrótce mandat, obejmując od 1 stycznia 1999 stanowisko pierwszego po reformie samorządowej wojewody kujawsko-pomorskiego. Funkcję tę pełnił do 21 października 2001. W wyborach parlamentarnych w 2001 jako bezpartyjny kandydat z poparciem PPChD startował do Sejmu z listy AWSP. Objął stanowisko prezesa zarządu Leśnego Parku Kultury i Wypoczynku „Myślęcinek” w Bydgoszczy.
W wyborach samorządowych w 2006 uzyskał mandat radnego sejmiku kujawsko-pomorskiego z listy Prawa i Sprawiedliwości. W 2010 nie uzyskał reelekcji. Do sejmiku wrócił w 2011 w miejsce Grzegorza Schreibera. W 2014 nie zdobył mandatu.
Jest ojcem Adama Rogackiego.

## Odznaczenia
- Krzyż Kawalerski Orderu Odrodzenia Polski[3]